# Strikning
Strikning er en metode til fremstilling af tekstil ud fra garn. Strikket stof består af løkker, kaldet masker, som er trukket igennem andre masker. Maskerne holdes på en strikkepind indtil der er trukket masker igennem dem.
I modsætning til hækling, hvor man kun arbejder med en maske, er det antallet af masker på strikkepindene, der bestemmer det færdige arbejdes størrelse. Det mest enkle er at starte og slutte med det samme antal masker, men det er også muligt at lave flere masker undervejs ("udtagning") eller reducere antallet af masker ("indtagning").

## Historie
Nålebinding er en teknik, der mest forbindes med vikingerne; og forskellen mellem nålebinding (der udføres med en nål) og strikning er betydelig, idet nålebinding udføres med afkortede stykker uldgarn der sys sammen i løkker, og splejses/filtes med ekstra længder garn undervejs, og strikning udføres med en (i princippet) endeløs tråd af en hvilken som helst fiber. Fra Mellemøsten kendes en type strikkede sokker fra 1900 f.Kr. Hos de spanske maurere var strikkekunsten højt udviklet; mest kendt er de mønstrede pudebetræk fra sent i 1200-tallet, som den kastiljanske kongefamilie fik med i graven. I tidlig middelalder var handsker til liturgisk brug af gejstlige de almindeligste strikkede produkter; et kirkeinventar fra år 800 indeholder 16 par handsker. Fra omkring 1390 kendes maleriet i Buxtehude af jomfru Maria, der strikker babytøj til Jesusbarnet.
Fra Bahnasa i Egypten kendes stribede, sokker fra perioden fra år 200 til 500, fremstillet ved nålebinding, og med stortåen fri, så man kan gå i dem i sandaler.  I Norden er det ældste fund fra Borum Eshøj, hvor mandens uldhue muligvis er filtet eller lavet ved nålebinding, og siden påsyet tyndt garn som er filtet til små knuder, som en slags kunstig pels. . I en kvindegrav i Thüringen fra omkring år 300 fandt man to strikkepinde af ben. Fra omkring år 500 kendes strikkepinde af jern. 

## Materialer og udstyr

### Garn
Garn er lange tråde, der er spundet af f.eks. uld, silke, bomuld eller syntetiske fibre.
Garn har forskellige tykkelser, og tykkelsen samt typen af garn er afgørende for, hvordan det færdige strikkede tekstil fremstår. Et almindeligt råd er at benytte garn med ca. samme tykkelse, som de pinde man bruger, men det er ikke afgørende for om strikningen kan foretages. Det kan dog være vanskeligt at strikke af meget tykt garn på tynde pinde og omvendt. Ved at strikke af meget tykt garn på tynde pinde opnås et meget tæt og fast tekstil, mens man af tyndt garn på tykke pinde får et let og meget luftigt materiale.
Der vil ofte stå på garnet, hvilken størrelse pind, det anbefales at bruge.

### Strikkepinde
Der findes tre typer af strikkepinde:
- De mest almindelige strikkepinde er spidse i den ene ende, og har en knap i den anden ende, som forhindrer maskerne i at glide af pinden. Maskerne slås op på den ene pind, og man strikker en række ved at bruge den frie pind til at trække garnet igennem maskerne. Hver gang garnet er trukket igennem en maske, overføres den nye maske til den frie pind. Efter en hel række er hele arbejdet overført, og den pind, der først holdt alle maskerne, er nu fri. Herefter vendes arbejdet, og der strikkes tilbage.
- Strømpepinde benyttes til sokker, vanter, m.m. og består af fem ens pinde der er spidse i begge ender. Når man strikker på strømpepinde, slås der masker op på de fire af pindene. Undervejs i arbejdet strikkes masker fra en af de fire pinde over på den femte, således at der nu bliver en ny pind fri. Når de første fire pinde er strikket, fortsættes arbejdet på den første pind, således at arbejdet hænger sammen hele vejen rundt. Man fortsætter rundt, indtil arbejdet har nået den ønskede længde.
- Rundpinde består af to strikkepinde der er spidse i begge ender, og som er forbundet via et stykke tyndt, bøjeligt plastic. Masker slås op, så de når hele vejen rundt på pinden, og ved strikningen fortsættes blot rundt hele tiden, indtil arbejdet har fået den ønskede længde.

Strikkepinde kan være lavet af metal, plastic, bambus, m.m., og de fås i mange forskellige tykkelser.
Tykkelsen måles i millimeter og angives på pinden med et tal. Pind nr. 5 er 5 mm i diameter. De mindste pinde fås i spring på ½ mm (eller i spring på 0,25 mm – dette ses sædvanligvis ikke i Danmark), mens der er større forskel på de største pinde. Strikkepinde fås i størrelser fra 1½ til 30.

### Strikkemaskine
En strikkemaskine har en lang række opmaskenåle, der minder om hæklenåle, om hvilke garnet vikles til masker. Henover maskerne trækkes en slæde, som ved at rykke på opmaskenålene får strikket nyt garn ind i maskerne. På denne måde kan der lynhurtigt strikkes et langt og bredt stykke klæde.
Nyere strikkemaskiner har en motor, så de ikke skal drives ved håndkraft, og meget moderne maskiner er computerstyrede, således at de kan programmeres til at lave materialer med forskellige mønstre.

### Strikkelise
En strikkelise er et lille rør, oftest af træ, hvorpå der sidder fire til seks metalbøjler. Maskerne sidder rundt om bøjlerne, og man strikker en "omgang ved at vikle garn en gang rundt om bøjlerne, og derefter trække maskerne over garnet, ind mod strikkelisens centrum, f.eks. med en hæklenål. Da der i reglen kun er 4 masker på lisen, benyttes den til at lave snor, som f.eks. kan bruges til bindebånd, armbånd, halskæder eller som dekoration.